# 江頭ゆい
江頭 ゆい（えがしら ゆい、1986年5月4日 - ）は、日本の女性ファッションモデル、女優、タレント。旧芸名は江頭 由衣（読み同じ）。
福岡県久留米市生まれ、佐賀県育ち。過去にはJVCエンタテインメントとスターダストプロモーションに所属していた。

## 経歴
- 2007年 - プリンセスPINKY準グランプリに選ばれる。

## 人物
- 趣味はドライブ、映画鑑賞、アロマ、陶芸[2]。
- 特技は編み物、ネイルアート[2]、バドミントン。
- タレントスクール「VANZ Entertainment」出身[5]。
- 将来の夢は、篠原涼子のようなナチュラルな演技ができる女優や、吉永小百合のように着物が似合う女優になること[6]。
- 兄と姉がいる。
- 安室奈美恵のファンである。
- 帽子を集めるのが好き。
- きゅうりを食べる事が最近の[いつ?]特技である。
- どんな所でも寝られる。
- 久留米ラーメンが好物である[4]。

## モデル活動

### 雑誌
- PINKY（2007年8月 - 2009年1月、集英社） - 専属モデル
- Gainer（光文社） - 女性の登場する特集記事に不定期出演している。

## 出演

### テレビドラマ
- 福岡発地域ドラマ「我こそサムライ！」（2005年、NHK福岡放送局） - 大庭秋子 役[7]
- 世にも奇妙な物語 2005 秋の特別編「過去が届く午後」（2005年、フジテレビ） - 麻子 役
- 鹿男あをによし（2008年、フジテレビ） - 西尾京子 役
- ヤスコとケンジ（2008年、日本テレビ） - 千里 役
- 恋のから騒ぎドラマスペシャル〜LOVE STORIES〜VI Episod III『尽くす女』（2009年、日本テレビ）
- ストロベリーナイト（2012年、フジテレビ） - 原作の有田麗子に相当[何の?]
- 緊急取調室 FIRST SEASON 第2話（2014年、テレビ朝日）

### テレビ番組
- おでかけカフェ（2008年4月 - 2009年3月、CBCテレビ）
- ZIP!（2011年4月 - 2013年3月、日本テレビ）
- 方言彼女。2（2011年4月 - 6月、東名阪ネット6）
- ザ・ベストハウス123（2011年4月、フジテレビ）
- 衝撃速報!アカルイ☆ミライ（2012年4月 - 9月、毎日放送）
- 朝だ!生です旅サラダ（2014年4月 - 2015年3月、朝日放送） - 2014年度旅サラダガールズ
- 世界の国境を歩いてみたら…（2018年4月 - 2019年9月[8]、BS11） - 国境ハンター

### CM
- アサヒ飲料 企業「はじまりは、いつも」編（2009年3月 - 4月）
- 新日本石油 Dr.Drive「安心・安全」編（2009年5月 - 2010年4月）
- エーザイ「ホットミン」（2009年7月 - 8月）
- ユニバーサル・スタジオ・ジャパン クリスマス
- 第一三共ヘルスケア「エージーシリーズ」（2010年1月 - ）
- モスバーガー「ナン国体験」（2010年6月29日 - 8月末）
- マンナンライフ「クラッシュタイプの蒟蒻畑」（2012年3月）
- LINE株式会社「LINE CAREER」（2018年10月22日 - ）
- 池田模範堂「ヒリギレ軟膏」（2018年10月18日 - ）
- 本田技研工業株式会社「N-VAN」（2018年7月12日 - ）
- 味の素AGF「ブレンディ〜アイスカフェオレにギュッとしてもらいたい」篇（2018年5月6日 - ）

### 映画
- 新見的おとぎばなし（2013年）